# Автоклавный газобетон

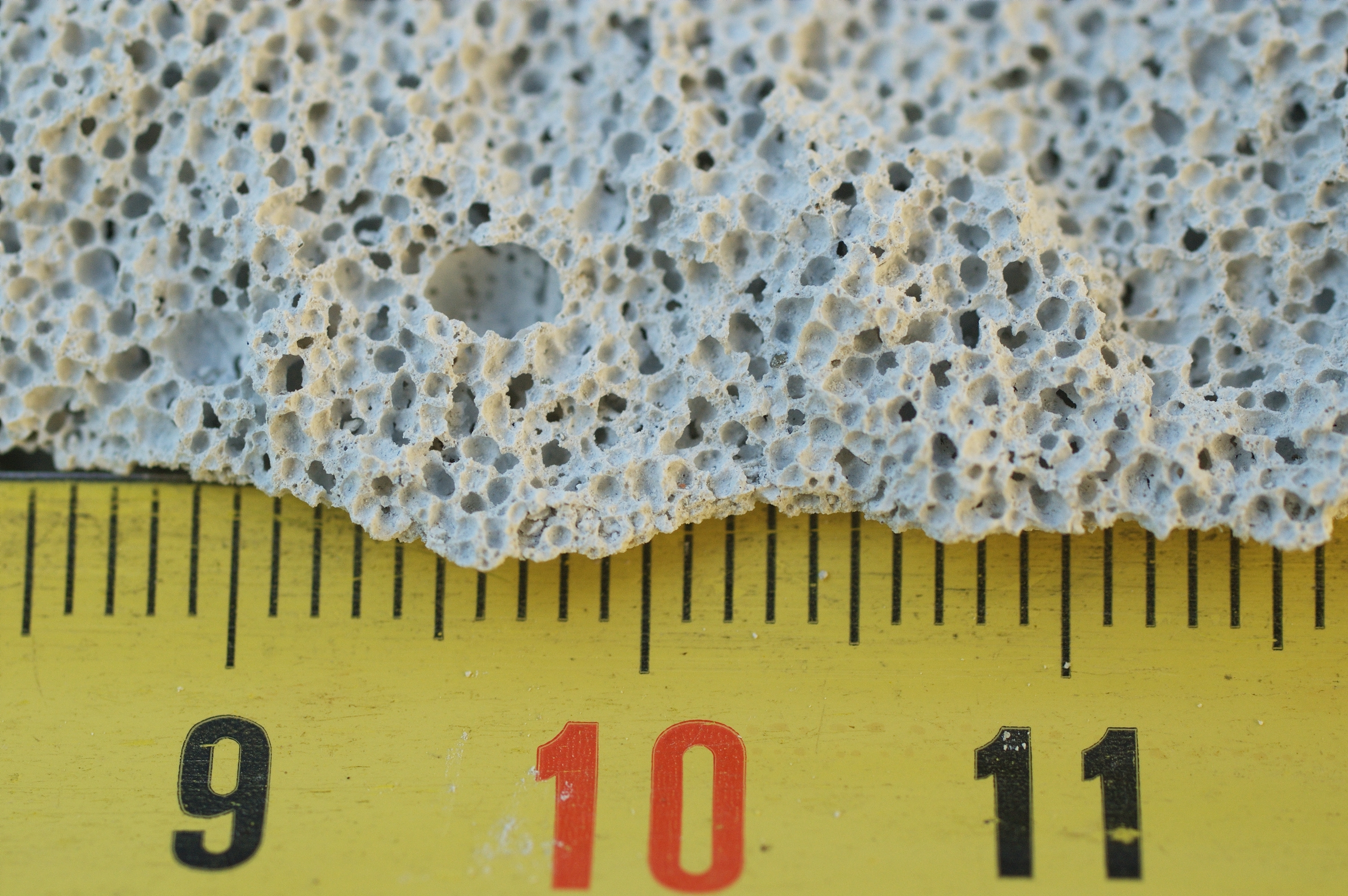
Автоклавный газобетон

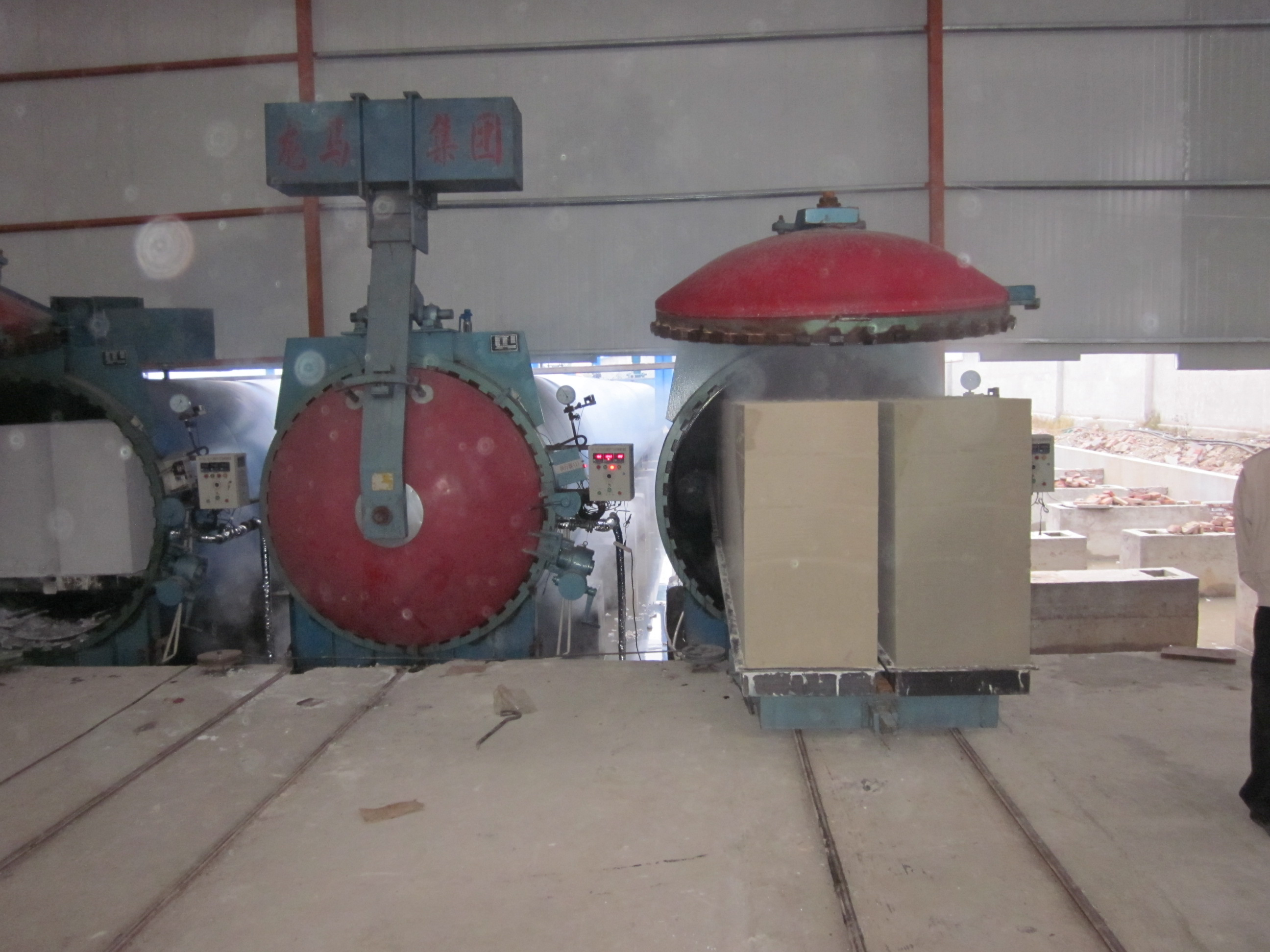
Автоклавирование в горизонтальных автоклавах

Автоклавный газобетон (АГБ) (англ. autoclaved aerated concrete, AAC), также известный как автоклавный ячеистый бетон, автоклавный легкий бетон, автоклавный бетон, ячеистый бетон, пористый бетон — легкий, сборный, пенобетонный строительный материал, изобретённый в середине 1920-х годов, который одновременно обеспечивает устойчивую структуру, звукоизоляцию и огнестойкость, устойчивость к плесени. Продукты из автоклавного газобетона включают блоки, стеновые панели, напольные и кровельные панели, облицовочные (фасадные) панели и перемычки.

## История
АГБ был создан в середине 1920-х годов шведским архитектором и изобретателем доктором Йоханом Акселем Эрикссоном, работающим с профессором Хенриком Крюгером в Королевском технологическом институте. Этот процесс был запатентован в 1924 году. В 1929 году производство началось в Швеции в городе Йххульт. Из «Yxhults Ånghärdade Gasbetong» позже стал первым зарегистрированным брендом строительных материалов в мире: Ytong. Другой бренд «Siporex» был создан в Швеции в 1939 году и в настоящее время лицензирует и владеет заводами в 35 точках по всему миру. Второй крупный международный ячеистый бетонный бренд Hebel восходит к основоположнику компании Йозефу Хебель из Меммингена. В 1943 году в Германии был открыт первый завод Hebel.
В 1978 году шведская команда Siporex Sweden открыла завод Siporex в Королевстве Саудовская Аравия — «Легкая строительная компания — Siporex — LCC SIPOREX», которая в большинстве своём поставила Ближний Восток, Африку и Японию. LAMP SIPOREX FACTORY работает более 40 лет. Сегодня газобетон производится многими компаниями, особенно в Европе и Азии. В Америке есть производство, а в Африке есть один завод в Египте. Производство АГБ в Европе значительно замедлилось, но промышленность быстро растет в Азии из-за сильного спроса на жилье и коммерческое пространство. В настоящее время Китай является крупнейшим в мире рынком бетона с несколькими сотнями заводов. Китай, Центральная Азия, Индия и Ближний Восток являются самыми большими с точки зрения производства и потребления АГБ.

## Использование
АГБ — это высоко термически изолирующий бетонный материал, используемый как для внутренней, так и для внешней конструкции. Изолирующая способность АГБ является одним из его преимуществ в строительстве. Он быстро кладется, поскольку материал может быть отшлифован или отрезан по размеру на месте с использованием стандартных электроинструментов из углеродистой стали.
АГБ хорошо подходит для городских районов с высотными зданиями и с большими температурными колебаниями. Из-за своей плотности высотные здания, построенные с использованием АГБ, требуют меньше стали и бетона для конструктивных элементов. Требование раствора для укладки блоков АГБ уменьшается из-за меньшего количества соединений. Повышенный тепловой КПД АГБ делает его пригодным для использования в районах с экстремальными температурами, поскольку он устраняет необходимость в отдельных материалах для строительства и изоляции, что приводит к более быстрому строительству и экономии затрат.
Материалы АГБ могут быть покрыты штукатуркой или покрыты сайдинговыми материалами, такими как кирпич или винил.

## Производство
Когда АГБ смешивают, происходит химическхая реакция, в результате которой вес АГБ становится малым (20 % от веса бетона), и тепловые свойства. Алюминиевый порошок реагирует с гидроксидом кальция и водой с образованием водорода. Водород пенится и удваивает объём  сырьевой смеси, создавая пузырьки газа диаметром до 3 мм. В конце процесса вспенивания водород выходит в атмосферу и заменяется воздухом.
Когда слегка затвердевшая смесь извлекается из формы-ванны, она твердая , но всё ещё мягкая. Затем её разрезают струнами на блоки или панели и помещают в автоклавную камеру на 12 часов. Она  упрочняется давлением пара, когда температура достигает 190 °C (374 °F), а давление достигает 8-12 бар, кварцевый песок реагирует с гидроксидом кальция с образованием гидрата силиката кальция, что даёт АГБ его высокую прочность и другие уникальные свойства. Из-за относительно низкой температуры блоки АГБ не считаются обжигом, а легким бетонным кирпичным блоком. После процесса автоклавирования материал готов к немедленному использованию на строительной площадке. В зависимости от его плотности, до 80 % объема блока АГБ представляет собой воздух. Низкая плотность АГБ также объясняет низкую структурную прочность на сжатие. Он может выдерживать нагрузку до 8, что составляет примерно 50 % от прочности на сжатие обычного бетона.
В 1978 году был открыт первый материал АГБ в государстве Персидского залива Королевства Саудовская Аравия — LCC SIPOREX — облегчённая строительная компания, поставляющая странам GCC аэрированные изделия из блоков и панелей.
С 1980 года во всем мире растет использование материалов АГБ. В Австралии, Бахрейне, Китае, Восточной Европе, Индии и Соединённых Штатах строятся новые производственные предприятия. АГБ все чаще используется разработчиками, архитекторами и домашними строителями по всему миру.

## Преимущества
АГБ выпускается более 70 лет, и он предлагает несколько существенных преимуществ по сравнению с другими материалами для строительства, одним из наиболее важных из которых является его меньшее воздействие на окружающую среду.
- Повышенная тепловая эффективность уменьшает нагрузку на отопление и охлаждение зданий.
- Пористая конструкция обеспечивает превосходную огнестойкость.
- Минимизация образования твердых отходов во время использования из-за легкого разрезания.
- Эффективность ресурсов снижает воздействие на окружающую среду на всех этапах его жизненного цикла, от переработки сырья до утилизации отходов.
- Легкий вес экономит затраты и энергию при транспортировке, затратах на рабочую силу и увеличивает шансы на выживание во время сейсмической активности[3].
- Блоки большего размера приводят к более быстрой кладке.
- Снижает стоимость проекта.
- Экологичность: при использовании он помогает сократить не менее 30 % отходов окружающей среды, в отличие от традиционного бетона. Снижается 50 % выбросов парниковых газов. Когда это возможно, использование автоклавного газобетона является лучшим выбором для окружающей среды.
- Энергосбережение: это отличное свойство, которое делает его отличным изолятором, а это означает. Когда он используется, обычно нет необходимости в дополнительной изоляции.
- Огнестойкость: как и в случае обычного бетона, АГБ огнестойкий. Этот материал полностью неорганичен и не горюч.
- Отличная вентиляция: этот материал очень воздушный и позволяет рассеивать воду. Это уменьшит влажность внутри здания. АГБ будет поглощать влагу и высвобождать влагу; это помогает предотвратить конденсацию и другие проблемы, связанные с плесенью.
- Нетоксичен: в автоклавном газобетоне отсутствуют токсичные газы или другие токсичные вещества. Он не привлекает грызунов или других вредителей и не может быть поврежден ими.
- Легкий: бетонные блоки, изготовленные из АГБ, составляют около одной пятой типичного бетона. Они изготавливаются в размерах, которые легко обрабатываются для быстрого возведения здания.
- Точность: панели и блоки из автоклавного газобетона производятся до нужных размеров, прежде чем они покинут завод. Существует меньше потребности в обрезке на месте. Так как блоки и панели так хорошо совмещены, существует сокращение использования отделочных материалов, таких как раствор.
- Долговечность: жизнь этого материала расширяется, поскольку на него не влияют суровый климат или экстремальные изменения в погодных условиях.
- Быстрая сборка: поскольку это легкий материал и он прост в работе, сборка намного ускоряется.

## Недостатки
- Хрупкая природа: с ними необходимо обращаться аккуратно, в отличие от глиняного кирпича, чтобы избежать поломки.
- Крепления: для блоков требуются более длинные и более тонкие винты при установке шкафов и настенных накладок.
- Влага: легко подвергается увлажнению, но в то же время легко способен отдавать влагу. В связи с этим, стены из газобетона в местах с интенсивным увлажнением нуждаются в защите от воздействия влаги, как внутри, так и снаружи.